# Kamienna Góra (Kielce)
Pour les articles homonymes, voir Kamienna Góra.
Kamienna Góra est une localité polonaise de la gmina de Bodzentyn, située dans le powiat de Kielce en voïvodie de Sainte-Croix.